# Бойцы с огнём (мультфильм, 1930)
«Бойцы с огнём» (англ. The Fire Fighters) — девятнадцатый мультфильм с участием Микки Мауса. Чёрно-белый комедийный фильм. Премьера в США состоялась 25 июня 1930 года. Мультфильм был создан в рамках контракта с Columbia Pictures. Критики сравнили комедийные гэги в мультфильме с картиной Чаплина «Пожарный» и отметили интересное музыкальное сопровождение для раннего периода звукового кинематографа.

## Сюжет
Команда пожарных спокойно спала, пока не поступил сигнал о том, что в расположенном неподалёку селении начался пожар. Спасатели, которых возглавлял шеф бригады Микки, быстро оделись в форму и отправились на место происшествия, где горел высотный дом. Горящее здание стремительно покидали его жители. Когда приехали пожарники, оказалось, что нет воды, и они начали своими силами носить воду из водоёма. Вскоре в горящем доме осталась только Минни, которая высовывалась из окна и кричала. Микки бросился её спасать, он взобрался по пожарной лестнице соседнего дома, по проводам добрался до Минни и спас её. Минни в благодарность целует Микки.

## Роли озвучивали
- Микки Маус — Уолт Дисней
- Минни Маус — Марселлит Гарнер[англ.]